# Erythrocera hunanensis
Erythrocera hunanensis är en tvåvingeart som beskrevs av Chao och Zhou 1992. Erythrocera hunanensis ingår i släktet Erythrocera och familjen parasitflugor.
Artens utbredningsområde är Hunan (Kina). Inga underarter finns listade i Catalogue of Life.